# Eimear
Eimear ist als Variante von Éimhear ein irischer weiblicher Vorname. Eine weitere (ältere) Variante des Namens ist Emer, mit der möglichen Ableitung von eimh mit der Bedeutung „geschickt“ (engl. “swift”) bzw. möglicherweise abgeleitet von der gleichnamigen irischen Sagengestalt Emer.

## Namensträgerinnen
- Eimear McBride (* 1976), irisch-britische Schriftstellerin
- Eimear Mullan (* 1982), irische Du- und Triathletin und Ironman-Siegerin
- Eimear Quinn (* 1972), irische Sängerin